# 26313 Lorilombardi
26313 Lorilombardi è un asteroide della fascia principale. Scoperto nel 1998, presenta un'orbita caratterizzata da un semiasse maggiore pari a 2,2347375 au e da un'eccentricità di 0,2107229, inclinata di 5,78140° rispetto all'eclittica.